# Klaus May
Klaus May (Mannheim, 5 de agosto de 1939-Mannheim, 4 de abril de 2004) fue un deportista alemán que compitió para la RFA en ciclismo en las modalidades de pista y ruta. Ganó una medalla de oro en el Campeonato Mundial de Ciclismo en Pista de 1962, en la prueba de persecución por equipos.

## Medallero internacional
| Campeonato Mundial | Campeonato Mundial | Campeonato Mundial | Campeonato Mundial          |
| Año                | Lugar              | Medalla            | Competición                 |
| ------------------ | ------------------ | ------------------ | --------------------------- |
| 1962               | Milán (Italia)     | Medalla de oro     | Persecución por equipos (A) |